# Јитербог
Јитербог (њем. Jüterbog) град је у њемачкој савезној држави Бранденбург. Једно је од 16 општинских средишта округа Телтов-Флеминг. Према процјени из 2010. у граду је живјело 12.830 становника. Посједује регионалну шифру (AGS) 12072169.

## Географски и демографски подаци
Јитербог се налази у савезној држави Бранденбург у округу Телтов-Флеминг. Град се налази на надморској висини од 71 метра. Површина општине износи 175,6 km². У самом граду је, према процјени из 2010. године, живјело 12.830 становника. Просјечна густина становништва износи 73 становника/km².

## Међународна сарадња
| Мјесто | Држава               | Врста сарадње | Од    |
| ------ | -------------------- | ------------- | ----- |
|        | Пољска               | контакт       | 1996. |
| Витам  | Уједињено Краљевство | контакт       | 1987. |
|        | Француска            | контакт       | 1967. |
| Извор  |                      |               |       |